# Hernán Gumy
Hernán Gumy (Buenos Aires, 5 marzo 1972) è un ex tennista argentino.

## Carriera
In carriera ha vinto un titolo in singolare, il Movistar Open nel 1996. In singolare ha raggiunto la 39ª posizione della classifica ATP, mentre in doppio ha raggiunto il 232º posto.
In Coppa Davis ha disputato un totale di 14 partite, ottenendo 7 vittorie e 7 sconfitte.

## Statistiche

### Singolare

#### Vittorie (1)
| Numero | Anno             | Torneo                           | Superficie  | Avversario in finale | Punteggio |
| 1.     | 11 novembre 1996 | Movistar Open, Santiago del Cile | Terra rossa | Marcelo Ríos         | 6-4, 7-5  |

### Singolare

#### Finali perse (1)
| Numero | Anno           | Torneo             | Superficie  | Avversario in finale | Punteggio     |
| 1.     | 16 giugno 1996 | Oporto Open, Porto | Terra rossa | Félix Mantilla       | 7-6, 4-6, 3-6 |